# Andrzej Baszkowski
Andrzej Baszkowski (ur. 19 czerwca 1932 w Bydgoszczy, zm. 29 kwietnia 2011) – polski poeta, autor sztuk scenicznych dla teatrów lalkowych, tłumacz literatury rosyjskiej i radzieckiej, publicysta i dziennikarz.

## Życiorys
W roku 1951 zdał maturę w I Liceum Ogólnokształcącym w Bydgoszczy. Ukończył filologię polską na Uniwersytecie Mikołaja Kopernika w Toruniu. Jako poeta debiutował w 1951 roku, na łamach dwutygodnika Pomorze. Według innych źródeł jego debiut nastąpił w 1952 roku, na łamach Ilustrowanego Kuriera Polskiego wierszem "Pod białą brzozą...". Po 8 latach powrócił do Pomorza ale już w charakterze pracownika etatowego. Pracował tam w latach 1960-1975, w końcowym okresie na stanowisku redaktora). Jednocześnie (lata 1973-1974) był też zastępcą redaktora naczelnego rozgłośni Polskiego Radia w Bydgoszczy. Od roku 1963 członek Związku Literatów Polskich (ZLP). Współzałożyciel Grupy Literatów i Plastyków Prowincja oraz członek Bydgoskiej Grupy Poetyckiej Wiatraki.  Redaktor tygodnika Fakty 75 w latach 1975-1990. Nieco dłużej niż ćwierćwiecze (lata 1977-2004) był redaktorem naczelnym Bydgoskiego Informatora Kulturalnego (BIK) oraz kierownik literacki teatrów w Grudziądzu (Teatr Popularny, lata 1955-1958) i Toruniu (Teatr Lalki i Aktora Baj Pomorski, lata 1958-1960). Otrzymał kilka nagród, m.in.: podczas Ogólnopolskiego Festiwalu Poezji w Poznaniu (1961), Nagrodę Artystyczną Metafory im. Klemensa Janickiego (1998). Odznaczony Złotym Krzyżem Zasługi oraz Krzyżem Kawalerskim Orderu Odrodzenia Polski.

## Twórczość - tomiki poezji
- Pory, Wydawnictwo Morskie, Gdynia 1962[2]
- Biała laska, Wydawnictwo Poznańskie, Poznań 1968
- Poza słowami, Wydawnictwo Morskie, Gdańsk 1972
- Dziennik domowy, Wydawnictwo Morskie, Gdańsk-Bydgoszcz 1978
- Martwe natury, Kujawsko-Pomorskie Towarzystwo Kulturalne, Bydgoszcz 1985
- Czekając na Ikara, wyd. Pomorze, Bydgoszcz 1987 (wybór wierszy)
- Kwarantanna, Ośrodek Kultury Regionalnej, Bydgoszcz 1990
- Na jeden sezon, Prezentacje "Metafory", Bydgoszcz 1995 (seria Biblioteka Metafory: nr 13)
- Wybór wierszy, wyd. Świadectwo, Bydgoszcz 1999
- Kartka z kalendarza, Kujawsko-Pomorskie Towarzystwo Kulturalne, Bydgoszcz 2000
- Czasami jestem, wyd. GraDar, Bydgoszcz 2005
- Tyle mojego będzie świata, 2008
- Dopóki tu jesteśmy, 2009
- Postscriptum, 2011

## Twórczość - sztuki teatralne
- Czerwony Kwiatuszek
- Planeta Nadziei
- Był sobie król
- Szarada profesura Greniusa
- Bajka o strachach i kolorach
- Niezwykła Księga Mikołaja
- Zaklęty Kamień

## Publikacje w antologiach
- Wiatraki, almanach grupy poetyckiej (Andrzej Baszkowski i inni), Wydawnictwo Poznańskie, Poznań 1961
- Almanach poezji (utwory poetów studiujących na UMK w latach 1945-1965), wybór i opracowanie: Erwin Kruk, Zrzeszenie Studentów Polskich, Toruń 1966, s. 18-22
- Wiatraki, almanach grupy poetyckiej (Andrzej Baszkowski i inni), Wydawnictwo Poznańskie, Poznań 1968
- Pegaz bydgoski, wyd. Świadectwo, Bydgoszcz 1994, s. 9-11
- Arka poezji, antologia (A.Jędrzejczak), wyd. Świadectwo, Bydgoszcz 1998, s. 27-39